# Argentinische Futsalnationalmannschaft
Die argentinische Futsalnationalmannschaft repräsentiert Argentinien bei internationalen Futsalwettbewerben. Sie unterliegt dem argentinischen Fußballverband. Die Auswahl nahm an acht Weltmeisterschaften teil. Ihr größter Erfolg war der Gewinn des Turniers 2016 in Kolumbien. Sie ist neben dem Rekordmeister Brasilien und Spanien, die einzige Mannschaft, die den Titel gewinnen konnte. Zudem wurde Argentinien 2003 zum ersten Mal Südamerikameister. 2015 folgte der zweite kontinentale Titelgewinn.

## Turnierbilanzen

### FIFA-Futsal-Weltmeisterschaft
| FIFA-Futsal-Weltmeisterschaft | FIFA-Futsal-Weltmeisterschaft | FIFA-Futsal-Weltmeisterschaft | FIFA-Futsal-Weltmeisterschaft | FIFA-Futsal-Weltmeisterschaft | FIFA-Futsal-Weltmeisterschaft | FIFA-Futsal-Weltmeisterschaft | FIFA-Futsal-Weltmeisterschaft | FIFA-Futsal-Weltmeisterschaft |
| Jahr                          | Runde                         | Position                      | Gespielt                      | Gewonnen                      | Unentschieden                 | Verloren                      | Tore                          | Gegentore                     |
| ----------------------------- | ----------------------------- | ----------------------------- | ----------------------------- | ----------------------------- | ----------------------------- | ----------------------------- | ----------------------------- | ----------------------------- |
| 1989                          | Zweite Runde                  | 8.                            | 6                             | 2                             | 0                             | 4                             | 13                            | 18                            |
| 1992                          | Zweite Runde                  | 6.                            | 6                             | 3                             | 0                             | 3                             | 16                            | 20                            |
| 1996                          | Erste Runde                   | 9.                            | 3                             | 1                             | 1                             | 1                             | 7                             | 9                             |
| 2000                          | Zweite Runde                  | 7.                            | 6                             | 3                             | 0                             | 3                             | 16                            | 19                            |
| 2004                          | 4. Platz                      | 4.                            | 8                             | 4                             | 1                             | 3                             | 21                            | 18                            |
| 2008                          | Zweite Runde                  | 6.                            | 7                             | 3                             | 3                             | 1                             | 19                            | 12                            |
| 2012                          | Viertelfinale                 | 5.                            | 5                             | 3                             | 0                             | 2                             | 18                            | 9                             |
| 2016                          | Sieger                        | 1.                            | 7                             | 6                             | 1                             | 0                             | 26                            | 11                            |
| 2021                          | Zweiter Platz                 | 2.                            | 7                             | 5                             | 1                             | 1                             | 27                            | 8                             |
| 2024                          | Zweiter Platz                 | 2.                            | 7                             | 6                             | 0                             | 1                             | 30                            | 12                            |
| Insgesamt                     | 10/10                         | –                             | 62                            | 36                            | 7                             | 19                            | 193                           | 136                           |

### Südamerikameisterschaft
- 1992 –  2. Platz
- 1995 –  2. Platz
- 1996 –  3. Platz
- 1997 –  2. Platz
- 1998 – 4. Platz
- 1999 –  3. Platz
- 2000 –  2. Platz
- 2003 –  Sieger
- 2008 –  3. Platz
- 2011 –  2. Platz (Ausrichter)
- 2015 –  Sieger
- 2017 –  2. Platz (Ausrichter)
- 2022 –  Sieger
- 2024 –  2. Platz

### Futsal-Weltmeisterschaft-Qualifikation (CONMEBOL)
- 2012 –  Sieger
- 2016 –  2. Platz
- 2020 –  Sieger

### Futsal Finalissima
- 2022 – 4. Platz

### Futsal Confederations Cup
- 2014 –  Sieger

### FIFUSA/AMF Futsal World Cup
- 1982 – 7. Platz
- 1985 – 4. Platz
- 1988 – 7. Platz
- 1991 – 5. Platz
- 1994 –  Sieger (Ausrichter)
- 1997 – Fifth place
- 2000 –  3. Platz
- 2003 – Quarterfinals
- 2007 –  2. Platz (Ausrichter)
- 2011 –  3. Platz
- 2015 –  3. Platz
- 2019 –  Sieger (Ausrichter)

### Panamerikanische Spiele
- 2007 –  2. Platz

### Grand Prix de Futsal
- 2005 –  3. Platz
- 2006 – 4. Platz
- 2007 –  3. Platz
- 2008 –  2. Platz
- 2009 – 5. Platz
- 2010 – 7. Platz
- 2011 –  3. Platz
- 2013 – 5. Platz
- 2014 – nicht teilgenommen
- 2015 – nicht teilgenommen
- 2018 – nicht teilgenommen

### Futsal Mundialito
- 1994 – nicht teilgenommen
- 1995 – 6. Platz
- 1996 –  3. Platz
- 1998 –  2. Platz
- 2001 –  2. Platz
- 2002 – 4. Platz
- 2006 – nicht teilgenommen
- 2007 – nicht teilgenommen
- 2008 – nicht teilgenommen